# Michelangelo Antonioni
Michelangelo Antonioni (Ferrara, 29 settembre 1912 – Roma, 30 luglio 2007) è stato un regista, sceneggiatore e montatore italiano, considerato tra i maggiori cineasti della storia del cinema.
Autore di riferimento del cinema moderno, fin dall'esordio nel 1950 con Cronaca di un amore, pellicola che «segna la fine del neorealismo e la nascita di una nuova stagione del cinema italiano», Antonioni ha firmato alcune delle pagine più intense e profonde del cinema degli anni Sessanta e Settanta.
In particolare, tra il 1960 e il 1962, grazie alla sua celebre "trilogia dell'incomunicabilità", composta dai tre film in bianco e nero L'avventura, La notte e L'eclisse (con protagonista la giovane Monica Vitti, al tempo compagna di Antonioni anche nella vita), considerati a buon diritto le prime opere cinematografiche che affrontano i moderni temi dell'incomunicabilità, dell'alienazione e del disagio esistenziale, Antonioni riesce a «rinnovare la drammaturgia filmica» e a creare un forte «smarrimento» tra pubblico e critica, che accolgono queste opere «formalmente molto innovative» in «maniera contrastante».
Con i successivi Il deserto rosso (1964, Leone d'oro al miglior film alla Mostra di Venezia) e Blow-Up (1966, Palma d'oro al Festival di Cannes del 1967) si consacra definitivamente all'attenzione internazionale vincendo i più prestigiosi festival cinematografici. Negli anni settanta prosegue la sua ricerca sulla «crisi della modernità», con opere discusse e innovative quali Zabriskie Point del 1970 (un atipico road movie di grande originalità formale e narrativa e di forte critica al consumismo) e Professione: reporter del 1975.

## Biografia
Era il secondo figlio, dopo il fratello Carlo Alberto, di Ismaele Antonioni ed Elisabetta Roncaglia.

### Formazione
Di famiglia medio borghese, si iscrive al Regio Liceo Ginnasio "L. Ariosto" di Ferrara poi cambia istituto superiore frequentando l'Istituto Tecnico Commerciale Vincenzo Monti (attuale Istituto Tecnico Economico Vittorio Bachelet) dove consegue il diploma di ragioniere e in seguito si laurea in Economia e Commercio presso l'Università degli Studi di Bologna.
Durante il periodo universitario vince un Littoriale della cultura e dell'arte. Sempre in questo periodo persegue alcune esperienze teatrali mettendo in scena alcuni lavori di Pirandello, Ibsen e Čechov con la compagnia studentesca universitaria, e inizia ad interessarsi di cinema. Alla fine degli anni trenta inizia a scrivere articoli nella rubrica cinematografica del Corriere Padano di Nello Quilici e più tardi, dopo essersi trasferito a Roma nel 1940, sulla rivista Cinema, nella cui redazione incontra intellettuali come Cesare Zavattini, Umberto Barbaro, Massimo Mida.
In questi anni frequenta il Centro Sperimentale di Cinematografia e nel 1942 collabora alla stesura della sceneggiatura di Un pilota ritorna di Roberto Rossellini. Dopo essere stato aiuto regista di Marcel Carné in Francia, nel film Les visiteurs du soir, nel 1943 rientra in patria a causa degli eventi bellici e inizia a girare il suo primo cortometraggio, Gente del Po, che riesce a terminare soltanto nel Dopoguerra. Nel 1945 mette a punto con Luchino Visconti due progetti che non saranno mai tradotti in film e l'anno successivo scrive, con Carlo Lizzani, Cesare Zavattini e altri, la sceneggiatura di Caccia tragica di Giuseppe De Santis, a cui fa seguito la regia del suo secondo documentario, N. U. - Nettezza urbana.

### Primi lungometraggi (anni 1950)
(Alain Resnais)

Antonioni alla cinepresa durante il si gira di Cronaca di un amore (1950)

Dopo altri cortometraggi, superate varie difficoltà, nel 1950 riesce finalmente a dirigere il suo primo lungometraggio: Cronaca di un amore, restaurato nel 2004, opera già personalissima in cui, all'interno di un solido intreccio noir, descrive la storia di un adulterio ambientata nel mondo dell'alta borghesia industriale lombarda. La scelta della descrizione di una torbida crisi di coppia rappresentativa di una certa società borghese del Dopoguerra, è un'emblematica presa di distanza dai "soggetti populisti e pauperistici" del neorealismo per avvicinarsi ad un mondo rimasto fuori dall'obiettivo cinematografico degli anni quaranta.
Antonioni è parte della corrente dei giovani cineasti che, «prima in Francia e poi i tutto il mondo, sono sorti alla fine degli anni Cinquanta e all'inizio dei Sessanta». Lo stesso regista ebbe modo di dichiarare: «Oggi il neorealismo è superato, nel senso che si tende sempre più a creare una realtà propria».
Negli anni seguenti dirige tre lungometraggi di assoluto valore, tutti ben accolti dalla critica ma non altrettanto apprezzati dal grande pubblico: I vinti, del 1953, sulla violenza nel mondo giovanile; La signora senza camelie, ancora del 1953, sui meccanismi sconcertanti che regolano il divismo cinematografico; Le amiche, del 1955, film tratto dal romanzo di Cesare Pavese Tra donne sole. Con Il grido, film del 1957 tenta di superare stili e tematiche dei precedenti lavori per concentrare l'attenzione sull'individuo, sulle sue crisi esistenziali, sul suo vivere in una società che sente estranea. L'insuccesso commerciale del film costringe il regista a collaborare più o meno anonimamente e comunque con scarso interesse a film altrui, spesso di irrilevante valore artistico. Ma sarà anche l'occasione per lui di tornare a una passione di gioventù, il teatro.

### Una breve parentesi teatrale (1957)
Nel 1957, Antonioni si dedica con tutte le forze a un'avventura teatrale tanto intensa quanto breve. Durante la post-produzione de il grido ha fatto la conoscenza di Monica Vitti (che nel film doppiava l'attrice Dorian Gray) e l'associa alla troupe che stanno creando con altri giovani attori italiani già confermati o promettenti (in particolare Giancarlo Sbragia e Virna Lisi allora agli albori della carriera). Antonioni è incaricato della direzione artistica della troupe, di cui metterà in scena i primi due spettacoli su un programma di tre, due traduzioni dall'inglese e una commedia scritta a quattro mani con il suo sceneggiatore dell'epoca, Elio Bartolini, dal titolo Scandali segreti. Gli spettacoli saranno presentati al Teatro Eliseo. Ma dissapori interni alla troupe indeboliranno quest'esperienza che sarà poi spazzata via dal successo internazionale de L'avventura. La scrittura e la messa in scena di Scandali segreti restano comunque la prima collaborazione artistica tra Antonioni e la Vitti.

### La tetralogia esistenziale (1960-1964)
(Alain Resnais)
Ritorna al cinema nel 1960, con la sua celeberrima tetralogia:
L'avventura, del 1960 (che nell'ottobre 1960 sarà sequestrato per qualche giorno dalla magistratura per oscenità),
La notte, del 1961,
L'eclisse, del 1962 (questi primi tre film sono a volte citati come la trilogia della malattia dei sentimenti)
e Deserto rosso, del 1964 (il suo primo film a colori);
dove seziona compiutamente la tematica dell'alienazione e dell'incomunicabilità, i grandi mali dell'uomo del Novecento, in autentici capolavori nei quali l'universalità del discorso intrapreso si fonde alla perfezione col rigore stilistico e la grande tecnica.

### I lungometraggi girati in lingua inglese (1966-1974)
Dopo la cosiddetta "tetralogia", Antonioni intraprende un'avventura decennale all'estero, girando in lingua inglese e con attori protagonisti stranieri, tre lungometraggi per il produttore Carlo Ponti: Blow-Up, del 1966, Zabriskie Point, del 1970 e Professione: reporter (The Passenger), del 1975. Con Blow-Up (anch'esso sequestrato dalla magistratura per oscenità nell'ottobre 1967) il suo pessimismo angoscioso si trasforma nel totale rifiuto della realtà in cui l'uomo vive: egli non è più in grado di stabilire alcun rapporto con ciò che lo circonda e anche le certezze più elementari sono messe in discussione. Sulla stessa falsariga Zabriskie Point, incentrato sulla contestazione giovanile, sviluppa in maniera più spettacolare del consueto, una feroce critica alla società dei consumi. Professione: reporter, opera interessante dal punto di vista narrativo e straordinaria da quello figurativo col lungo e celebre piano sequenza finale, affronta l'impenetrabilità della realtà attraverso un repentino cambio di identità del protagonista.
Carlo Ponti avrebbe dovuto produrre anche Tecnicamente dolce, il progetto a cui il regista ferrarese ha maggiormente lavorato nella sua carriera. Alla sceneggiatura collaborarono Mark Peploe, Tonino Guerra e Nicolò Tucci, oltre allo stesso Antonioni. Il film fu proposto insieme a Blow-Up al produttore, che preferì realizzare quest'ultimo e accordò comunque il consenso alla sua realizzazione in un tempo successivo; dopo Zabriskie Point tuttavia, Ponti recedette dall'impegno preso e alcuni elementi della sceneggiatura confluirono vagamente in Professione: reporter, che fu girato con gli stessi protagonisti (Jack Nicholson e Maria Schneider) che avrebbero dovuto recitare per Tecnicamente dolce.

### Nuove produzioni italiane (anni 1980)
Dopo cinque anni di silenzio creativo, torna alla regia con un film sperimentale per la televisione, Il mistero di Oberwald, del 1980, girato con innovativi e anomali mezzi elettronici. Nel 1982 torna al cinema vero e proprio con Identificazione di una donna, dove mette in risalto la crisi sentimentale e comportamentale più di quella esistenziale. Dopo la lavorazione di questo film, Antonioni, assistito dalla compagna Enrica Fico, si limita a dirigere qualche documentario e accetta di dirigere il videoclip di Fotoromanza per Gianna Nannini e uno spot pubblicitario per la Renault. Sfuma invece il progetto di portare sullo schermo Sotto il vestito niente, un libro di Marco Parma sul mondo della moda che aveva avuto molto successo in quegli anni; la produzione affiderà poi la regia del film a Carlo Vanzina.
Il 20 dicembre 1985 (ma la notizia sarà resa nota solo il 4 febbraio 1986) il regista viene colpito da un ictus che lo priva quasi completamente dell'uso della parola e che lo lascia paralizzato dal lato destro. Nel novembre 1986 Antonioni sposa la Fico alla quale era sentimentalmente legato da 14 anni.
Nel 1988 il progetto del suo film La ciurma, una coproduzione internazionale che avrebbe dovuto essere girata a Miami e in Messico con Matt Dillon come protagonista, viene definitivamente annullato dopo una gestazione di diversi anni.
Michelangelo Antonioni riapparirà in pubblico solo il 22 maggio 1989 al Festival di Cannes per presentare materiale vecchio e inedito.

### Ultimi film e morte (1990-2007)
Nel 1995, nello stesso anno in cui gli viene assegnato il tardivo riconoscimento dell'Oscar alla carriera, torna dopo più di dodici anni dietro la macchina da presa assistito alla regia da Wim Wenders, suo grande ammiratore, con il film Al di là delle nuvole, dove traduce in immagini alcuni racconti del suo libro Quel bowling sul Tevere. In occasione dell'Oscar alla carriera fu aperto nella città natale del regista, Ferrara, il Museo Michelangelo Antonioni. Tale museo cinematografico avrebbe dovuto contenere alcuni documenti e materiali preziosi appartenuti al maestro e assurgere a luogo culturale di divulgazione della sua opera, ma dopo varie traversie dovute all'esiguità della collezione e alle condizioni precarie dell'edificio, il comune di Ferrara ha deciso di chiuderlo definitivamente nel 2006.
Fra i vari progetti che non giungeranno a termine, nel 1999 sfuma anche Destinazione Verna, un kolossal fantascientifico con Sophia Loren come protagonista e, fra gli altri, Jack Nicholson e Naomi Campbell.  Nel 2004, il cortometraggio Il filo pericoloso delle cose, tratto da un altro episodio del libro Quel bowling sul Tevere, sarà inserito assieme ad altri due cortometraggi firmati da Wong Kar Wai e Steven Soderbergh, nel film Eros; resterà l'ultimo lavoro del regista ferrarese per il grande schermo.

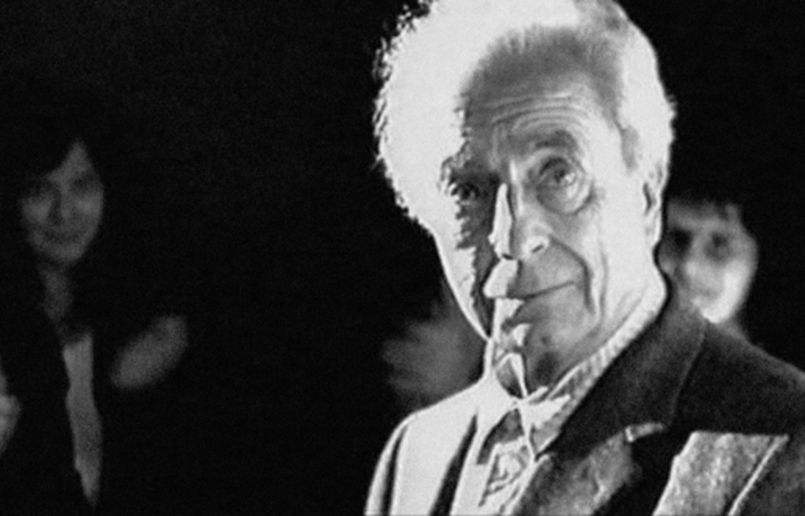
Michelangelo Antonioni nel 1995

Nello stesso anno dirige il suo ultimo documentario Lo sguardo di Michelangelo, film sul risultato del restauro atto a ripristinare l'aspetto e l'illuminazione originaria della Tomba di Giulio II e del Mosè della basilica di San Pietro in Vincoli di Michelangelo Buonarroti. Ormai estremamente limitato dalla malattia nella capacità di comunicare, si dedica negli ultimi anni alla pittura, esponendo in diverse mostre. Muore a 94 anni il 30 luglio 2007 nella sua casa romana, assistito dalla moglie, nello stesso giorno in cui scompare anche il regista svedese Ingmar Bergman. Per sua espressa volontà il funerale viene celebrato nella sua città natale, presso la basilica di San Giorgio, a poche centinaia di metri dal luogo dove era nato, tra i presenti i registi Wim Wenders e Tonino Guerra; viene sepolto nel cimitero monumentale della Certosa di Ferrara.

### Dopo la sua morte
Nell'ultima intervista prima che l'ictus lo colpisse nel 1985, Maurizio Costanzo gli domanda se ha fede in Dio e lui rispose di credere. L'ateismo di Antonioni però è dimostrato nel volume Michelangelo Antonioni - Comincio a capire (edito a Catania per Il Girasole nel 1999) nel quale dichiarò: «Se voi cristiani vi preoccupaste di Dio tanto quanto me ne preoccupo io che sono ateo, sareste tutti santi».
A Busto Arsizio, dove ricevette l'ultimo premio alla carriera (BA Film Festival 2006), nacque nel 2008 l'Istituto Cinematografico Michelangelo Antonioni (ICMA), per la formazione di nuove leve della cinematografia. A partire dal 2010 il BIF&ST di Bari assegna al miglior cortometraggio – tra tutti quelli prodotti nell'anno che precede il festival - un premio intitolato a Michelangelo Antonioni.
Nel marzo 2011 la nipote Elisabetta Antonioni ha fondato l'Associazione Michelangelo Antonioni che ha lo scopo di favorire lo studio dell'attività artistica e culturale del grande maestro del cinema italiano e internazionale e diffondere il materiale acquisito dal Fondo Antonioni del comune di Ferrara.
Il 29 settembre 2012 il comune di Ferrara ha promosso una grande festa per il centesimo compleanno di Antonioni, nato a Ferrara.

## Vita privata
Nel 1942 Michelangelo Antonioni aveva sposato la ferrarese Letizia Balboni, figlia di un antiquario e futura giornalista. Il matrimonio si concluse nel 1954 e in seguito fu annullato dalla Sacra Rota. Durante la lavorazione di Il grido (1957), il regista conobbe Monica Vitti e iniziò con lei un intenso legame sia sentimentale che artistico. Dopo aver girato insieme i celebri film della Tetralogia esistenziale, la coppia si lasciò in concomitanza con la trasferta del regista a Londra per la preparazione di Blow Up. Nel 1986, dopo una frequentazione già in corso da circa quattordici anni, Antonioni sposò in seconde nozze la documentarista Enrica Fico di quaranta anni più giovane. Il loro legame, rafforzatosi nel difficile periodo conseguente all'episodio ischemico, è durato fino alla morte del regista.

## Tributi

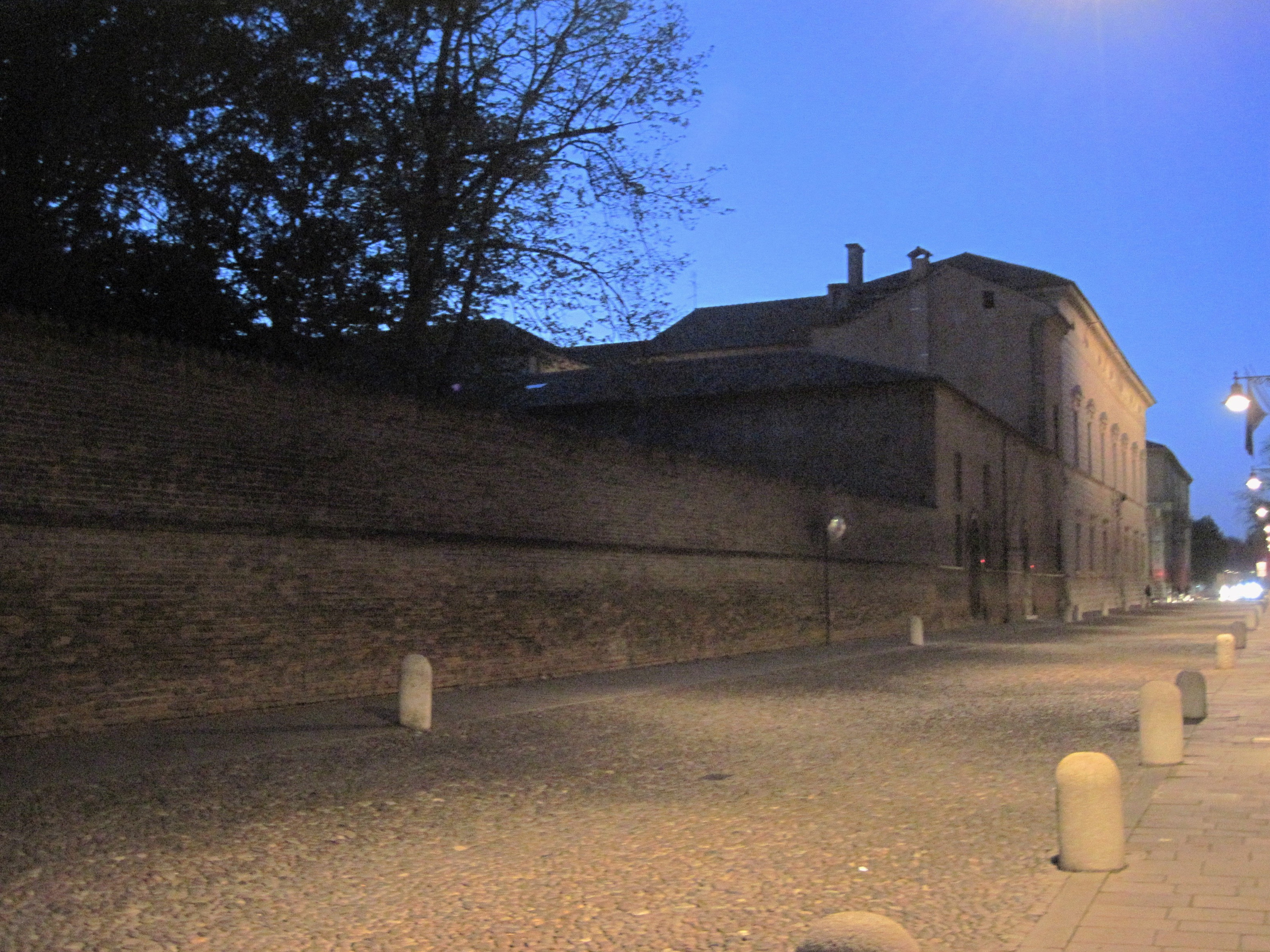
Localizzazione della sede dell'ex museo Antonioni, in corso Ercole I d'Este, a Ferrara

- Nel 1995 a Ferrara venne inaugurato il Museo Michelangelo Antonioni che tuttavia, per diverse problematiche, venne chiuso nel 2006.

- A partire dal 2009, il Bif&st di Bari, assegna il Premio intitolato a Michelangelo Antonioni per il miglior film di cortometraggio tra i film del festival.

- Ferrara Arte organizza la prima mostra sulla sua opera: "Lo sguardo di Michelangelo. Antonioni e le arti", Palazzo dei Diamanti, dal 10 marzo al 9 giugno 2013.

- Ferrara Arte ha promosso la mostra collettiva La città del silenzio - Artisti ferraresi per Antonioni, al Padiglione d'arte contemporanea di Ferrara dal 10 maggio al 10 luglio 2022.[30] Lo stesso Padiglione, rinominato Spazio Antonioni, è divenuto la nuova sede permanente delle collezioni appartenute al museo, aperta il 1º giugno 2024.[31][32]

## Breve antologia critica
(Gian Piero Brunetta)
(Andrej Tarkovskij)
(Claude Sautet)
(Alain Resnais)
(Roland Barthes, dalla sua orazione ufficiale in occasione della consegna dell'"Archiginnasio d'oro", premio della città di Bologna, a Michelangelo Antonioni, febbraio 1980)

## Filmografia

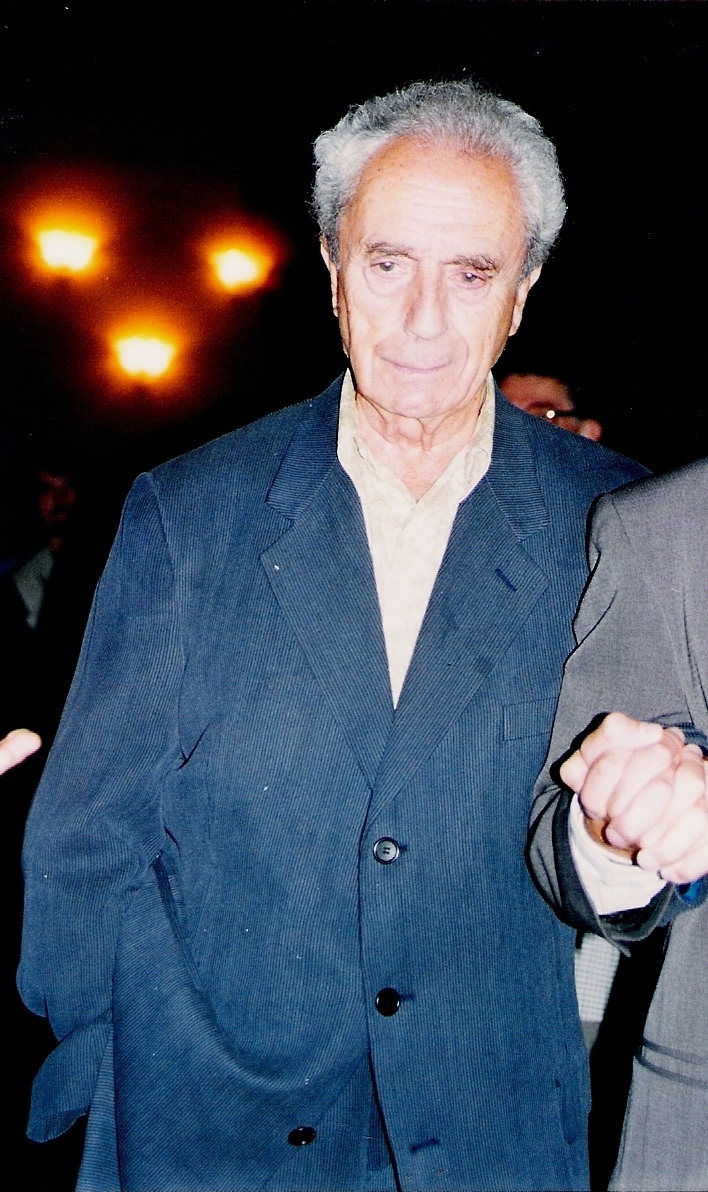
Michelangelo Antonioni

### Regista

#### Film
- Cronaca di un amore (1950)
- La signora senza camelie (1953)
- I vinti (1953)
- Tentato suicidio, episodio di L'amore in città (1953)
- Le amiche (1955)
- Il grido (1957)
- L'avventura (1960)
- La notte (1961)
- L'eclisse (1962)
- Il deserto rosso (1964)
- Il provino, episodio di I tre volti (1965)
- Blow-Up (1966)
- Zabriskie Point (1970)
- Professione: reporter (1975)
- Il mistero di Oberwald (1980)
- Identificazione di una donna (1982)
- Al di là delle nuvole, co-regia di Wim Wenders (1995)
- Il filo pericoloso delle cose, episodio di Eros (2004)

#### Documentari

Annie O’Hara e Sandro Roberti in L'amorosa menzogna

- Gente del Po, terminato nel 1947 (1943)
- N. U. - Nettezza urbana (1948)
- Oltre l'oblio (1948)
- Roma-Montevideo (1948)
- L'amorosa menzogna (1949)
- Superstizione (1949)
- Sette canne, un vestito (1949)
- Ragazze in bianco (1949)
- La villa dei mostri (1950)
- La funivia del Faloria (1950)
- Chung Kuo, Cina (1972)
- Ritorno a Lisca Bianca (1983)
- Kumbha Mela (1989)
- Roma, episodio di 12 registi per 12 città (1989)
- Noto, Mandorli, Vulcano, Stromboli, Carnevale (1992)[34]
- Lo sguardo di Michelangelo (2004) - cortometraggio

### Sceneggiatore
- Un pilota ritorna, regia di Roberto Rossellini (1942)
- I due Foscari, regia di Enrico Fulchignoni (1942)
- Caccia tragica, regia di Giuseppe De Santis (1947)
- Lo sceicco bianco, regia di Federico Fellini (1952)

### Montatore
- Cronaca di un amore (1950)
- Zabriskie Point (1970)
- Professione: reporter (1975)
- Il mistero di Oberwald (1980)
- Identificazione di una donna (1982)
- Al di là delle nuvole, co-regia con Wim Wenders (1995)

### Videoclip
- Gianna Nannini - Fotoromanza (1984)

### Aiuto regista
- L'amore e il diavolo (Les visiteurs du soir), regia di Marcel Carné (1942)
- Questo nostro mondo, regia di Ugo Lazzari ed Eros Macchi - documentario (1957)
- Nel segno di Roma, regia di Guido Brignone (1958)
- La tempesta, regia di Alberto Lattuada (1958)

## Riconoscimenti

### Festival di Venezia
- Leone d'Oro al miglior film nel 1964 per Il deserto rosso
- Leone d'Oro alla carriera nel 1983

### Festival di Cannes
- Premio della giuria nel 1960 per L'Avventura
- Premio della giuria nel 1962 per L'eclisse
- Palma d'oro nel 1967 per Blow-Up
- Premio speciale del 35º Anniversario nel 1982 per Identificazione di una donna

### Festival di Berlino
- Orso d'Oro nel 1961 per La notte

### Festival di Locarno
- Pardo d'Oro nel 1957 per Il grido

### Premio Oscar
- Candidatura all'Oscar al miglior regista nel 1967 per Blow-Up
- Candidatura all'Oscar alla migliore sceneggiatura originale nel 1967 per Blow-Up
- Oscar alla carriera nel 1995

### Nastro d'argento
- Nastro d'Argento al miglior documentario nel 1948 per N. U. - Nettezza urbana
- Nastro d'Argento al miglior documentario nel 1950 per L'amorosa menzogna
- Premio Speciale nel 1951 per Cronaca di un amore
- Nastro d'Argento al miglior regista nel 1956 per Le amiche
- Nastro d'Argento al miglior regista nel 1962 per La notte
- Nastro d'argento al regista del miglior film straniero nel 1968 per Blow-Up
- Nastro d'Argento al miglior regista nel 1976 per Professione: reporter
- Premio Speciale alla carriera nel 1995

### David di Donatello
- David di Donatello al miglior regista nel 1961 per La notte
- David Luchino Visconti nel 1976 per Professione: reporter

### Grolla d'oro
- Grolla d'oro al miglior regista nel 1956 per Le amiche
- Grolla d'oro al miglior regista nel 1970 per Zabriskie Point

### Ciak d'oro
- Ciak d'oro alla carriera nel 2003[35]

## Onorificenze
Premio Feltrinelli per il Cinema, conferito nel 1998 dall'Accademia dei Lincei.